# ルモワーヌ六角形

ルモワーヌ六角形。自己交叉し、第一ルモワーヌ円に内接する。

ルモワーヌ六角形（ルモワーヌろっかくけい、英: Lemoine hexagon）またはルモワーヌ六辺形は、三角形のルモワーヌ点を通る三角形の辺に平行な直線（ルモワーヌ平行線）と各辺の交点から成る内接六角形である。点の繋ぎ方によって二つの異なる定義がある。

## 面積と周長
ルモワーヌ六角形は二つの定義ができる。一つは単に交点を頂点とする六角形として定義するものである。もう一つは、頂点は先と同様であるが、ルモワーヌ平行線を辺に持ち、すべての辺がルモワーヌ点で交わるような六角形として定義するものである。
単純な方の六角形は、三角形の辺長を{\displaystyle a,b,c}、面積を{\displaystyle \Delta }として周長は次の式で与えられる。
{\displaystyle p={\frac {a^{3}+b^{3}+c^{3}+3abc}{a^{2}+b^{2}+c^{2}}}}
面積は次の式で与えられる。
{\displaystyle K={\frac {a^{4}+b^{4}+c^{4}+a^{2}b^{2}+b^{2}c^{2}+c^{2}a^{2}}{\left(a^{2}+b^{2}+c^{2}\right)^{2}}}\Delta }
自己交叉する方の六角形の周長は、
{\displaystyle p={\frac {\left(a+b+c\right)\left(ab+bc+ca\right)}{a^{2}+b^{2}+c^{2}}}}
面積は、
{\displaystyle K={\frac {a^{2}b^{2}+b^{2}c^{2}+c^{2}a^{2}}{\left(a^{2}+b^{2}+c^{2}\right)^{2}}}\Delta }

## 外接円
平面幾何学においては円錐曲線は五点で決まる。したがって、6つの点がいつでも同一円錐曲線上にある、特に共円であるとは限らない。しかしルモワーヌ六角形は共円多角形である。その外接円は第一ルモワーヌ円と言われる。ルモワーヌ六角形の一般化にタッカー円を使うものがある。